# Pinocchio (film, 2019)
Pour les articles homonymes, voir Pinocchio (homonymie).
Pour plus de détails, voir Fiche technique et Distribution.
Pinocchio est un film italo-franco-britannique coécrit et réalisé par Matteo Garrone, sorti en 2019. Il s'agit de l'adaptation du roman Les Aventures de Pinocchio de Carlo Collodi.

## Synopsis
Geppetto est un charpentier toscan toujours sans le sou. Ayant vu arriver dans son village un théâtre de marionnettes en bois, il décide d’en fabriquer une qui les surpasse, de faire avec elle le tour du pays et, par la notoriété obtenue, de sortir de la misère. Lorsqu'il va quémander une pièce de bois à son compère Ciliegia pour la tailler, celui-ci est tout heureux de se débarrasser de l'une d'elles qui est animée. Et lorsqu'en la sculptant il fait apparaître Pinocchio, Geppetto est stupéfait en entendant battre le cœur de sa création, puis lorsqu'il le fait parler. Il le considère dès lors comme son fils, un fils dissipé qui ne cesse de lui désobéir et ne veut pas aller à l'école.
Attirée par la troupe du théâtre, la marionnette décide de partir avec elle, entraînée par son directeur qui compte bien en tirer profit. S'ouvre alors une succession d'aventures dans lesquelles Pinocchio rencontrera successivement des gueux faisant tout pour l'escroquer et le pendent, la petite fée et la femme-escargot qui le sauvent, le juge gorille qui le condamne parce qu'il est innocent et le libère quand Pinocchio avoue des crimes imaginaires.
Convaincu par la fée devenue grande, Pinocchio accepte d'aller à l'école et y brille pour devenir une enfant comme les autres, mais succombe à la tentation quand un bonimenteur l'attire pour l'emmener au Pays des jeux perpétuels. En réalité il transforme les enfants en ânes pour les vendre. Un directeur de cirque achète Pinocchio pour son spectacle, mais celui-ci se blesse et le directeur s'en débarrasse en le noyant.
Sauvé une fois de plus par la fée, Pinocchio reprend dans l'océan sa forme de marionnette. Avalé par un requin géant, il a la surprise de retrouver Geppetto dans le ventre du monstre. Ils parviennent à s'enfuir, et Pinocchio travaille pour soigner Geppetto. Ceci lui vaut le pardon de la fée, qui exauce alors son vœu.

## Fiche technique
Sauf indication contraire, les informations mentionnées dans cette section peuvent être confirmées par la base de données cinématographiques IMDb,  présente dans la section « Liens externes ».
- Titre original et français : Pinocchio
- Réalisation : Matteo Garrone
- Scénario : Matteo Garrone et Massimo Ceccherini, d'après le roman Les Aventures de Pinocchio de Carlo Collodi
- Musique : Dario Marianelli
- Direction artistique : Francesco Sereni
- Décors : Dimitri Capuani et Alessia Anfuso
- Costumes : Massimo Cantini Parrini
- Maquillage : Dalia Colli et Mark Coulier
- Photographie : Nicolai Brüel (it)
- Son : Maricetta Lombardo
- Montage : Marco Spoletini
- Production : Matteo Garrone, Jeremy Thomas, Jean Labadie, Paolo Del Brocco et Anne-Laure Labadie

Production déléguée : Alessio Lazzareschi, Marie Gabrielle Stewart et Peter Watson
Production associée : Alainée Kent
Coproduction déléguée : Andrea Zoso
Organisateur de production : Gianluca Chiaretti
- Sociétés de production :
  - Italie : Archimede Film, Rai Cinema, en association avec Leone Film Group et BPER Banca
  - France : Le Pacte, en association avec Canal+ et Ciné+
  - Royaume-Uni : Recorded Picture Company (RPC)
- Sociétés de distribution : 
  - Italie : 01 Distribution
  - France : Le Pacte, Prime Video[1]
  - Royaume-Uni : HanWay Films[2]
  - Suisse : Ascot Elite Entertainment Group[2]
- Pays d'origine :  Italie,  France,  Royaume-Uni
- Langue originale : italien
- Format[3] : couleur - 2,35:1 (Cinémascope) - son Dolby Digital
- Genre : fantastique, drame
- Durée : 125 minutes
- Dates de sortie[4] :
  - Italie : 19 décembre 2019
  - France : 4 mai 2020 (sortie directement en VàD)[1]
  - Allemagne : 23 février 2020 (Festival international du film de Berlin)
  - Luxembourg : 5 mars 2020 (Festival du film de la ville de Luxembourg)
  - Espagne : 25 juin 2020 (Festival international du film de Barcelone-Sant Jordi - BCN Film Fest)
  - Australie : 25 juin 2020 (Festival du Film Italien)
- Classification[5] :
  -  Italie : T - Tutti (Tous publics)[6].
  -  Royaume-Uni : PG - Parental Guidance (Pour un public de huit ans et plus - Accord parental souhaitable)[7].
  -  France : Tous publics (visa d'exploitation no 150803 délivré le 2 mars 2020)[8].

## Distribution
- Federico Ielapi (it) (VF : Simon Faliu) : Pinocchio
- Roberto Benigni (VF : Didier Brice) : Geppetto
- Gigi Proietti : Mangefeu
- Rocco Papaleo (VF : Didier Flamand) : le chat
- Massimo Ceccherini (VF : Michel Vuillermoz) : le renard
- Marine Vacth (VO : Domitilla D'Amico ; VF : elle-même) : la fée
  - Alida Baldari Calabria (it) (VF : Lévanah Solomon) : la fée (petite)
- Alessio Di Domenicantonio (VF : Gavril Dartevelle) : Lucignolo
- Maria Pia Timo (it) (VF : Hélène Babu) : l'escargot
- Davide Marotta (it) (VF : Martin Amic) : le Grillon Parleur / la marionnette Polichinelle
- Paolo Graziosi (VF : Laurent Natrella) : Maître Cerise
- Massimiliano Gallo (VF : Jean-Michel Fête) : Docteur Corbeau / le directeur du cirque
- Guillaume Delaunay (VF : lui-même) : l'homme le plus grand du monde
- Ciro Petrone : le crieur de Mangefeu

## Production
En octobre 2016, Toni Servillo est annoncé dans le rôle de Geppetto. Deux ans plus tard, en octobre 2018, on révèle que le rôle sera finalement repris par Roberto Benigni (qui avait lui-même réalisé Pinocchio, sorti en 2002).
Le tournage débute le 18 mars 2019. Il se déroule pendant onze semaines en Toscane (Sinalunga), dans les Pouilles (Polignano a Mare, Noicàttaro, Ostuni, Gravina in Puglia) et dans le Latium (Viterbe).

## Accueil

### Critique
Aux États-Unis, le long-métrage a reçu un accueil critique très favorable :
- Le site Internet Movie Database recense un score favorable de 6,3⁄10 sur la base de 4 381 critiques[17].
- De même pour le site agrégateur américain Rotten Tomatoes, le film bénéficie d'un taux d'approbation de 93 % basé sur 30 opinions (28 critiques positives et 2 négatives) et d'une note moyenne de 7,00⁄10. Le consensus critique du site Web se lit comme suit : « Fidèle à l'histoire originale de Carlo Collodi, Pinocchio de Matteo Garrone tire chaque ficelle pour créer un film visuellement époustouflant qui prouve que certains contes sont vraiment intemporels[13]. »

En France, les retours sont plus mitigés :
- Le site Allociné recense une moyenne des critiques presse de 2,9⁄5 sur la base 13 critiques[14] et recense une moyenne de 2,7⁄5 sur la base 71 critiques de la part des spectateurs[18].
- Pour le site Culturopoing, il s'agit d'une appropriation fascinante de l'histoire de Carlo Collodi « Film plus ouvert que les précédents de son auteur […], ce nouveau « Pinocchio » concrétise un vœu ambitieux : revenir aux racines des mythes et grands récits italiens, les moderniser, amplifier leur écho au moyen d’une approche de pur formaliste, au talent de plus en plus difficile à contester[19]. ».
- Pour le magazine Les Inrockuptibles l'esthétisme du film est trop lisse : « Techniquement très (trop) propre, le film est saturé de filtres colorés, de maquillages, de prothèses et d'effets numériques en tout genre. Cette vacuité ambiante finit par renvoyer au squelette du récit originel qui ne raconte rien d'autre que le dressage d'un enfant qui apprend durement à préférer le travail et l'étude aux plaisirs du jeu, de l'artifice et de l'aventure. Pour un film qui se vautre dispendieusement dans la fantaisie, ce n'est pas le moindre des contresens[16]. »

### Box-office
| Pays ou région        | Box-office        | Date d'arrêt du box-office | Nombre de semaines |
| --------------------- | ----------------- | -------------------------- | ------------------ |
| Italie (1er week-end) | 2 941 466 $       | du 19 au 22 décembre 2019  | -                  |
| Italie                | 17 130 922 $      | 2 août 2020                | 33                 |
| Italie                | 2 263 717 entrées | -                          | -                  |
| Royaume-Uni           | 983 022 $         | 20 septembre 2020          | 6                  |
| Total hors États-Unis | -                 | -                          | -                  |
| Total mondial         | 19 756 807 $      | -                          | -                  |

## Distinctions
En 2020, Pinocchio a été sélectionné 29 fois dans diverses catégories et a remporté 14 récompenses.

### Récompenses
| Festivals de cinéma | Prix                                                           | Lauréat(es)                                           |                                          |
| ------------------- | -------------------------------------------------------------- | ----------------------------------------------------- | ---------------------------------------- |
| 2020                | Bari International Film Festival                               | Prix Piero Tosi des meilleurs costumes                | -                                        |
| 2020                | Capri Hollywood International Film Festival                    | Capri Arts Award du meilleur créateur de costumes     | -                                        |
| 2020                | David di Donatello Awards                                      | David du meilleur décorateur                          | Dimitri Capuani                          |
| 2020                | David di Donatello Awards                                      | David du meilleur créateur de costumes                | Massimo Cantini Parrini                  |
| 2020                | David di Donatello Awards                                      | David du meilleur maquilleur                          | Dalia Colli et Mark Coulier              |
| 2020                | David di Donatello Awards                                      | David du meilleur coiffeur                            | Francesco Pegoretti                      |
| 2020                | David di Donatello Awards                                      | David des meilleurs effets visuels                    | Theo Demiris et Rodolfo Migliari         |
| 2020                | Syndicat national des journalistes cinématographiques italiens | Prix Guglielmo Biraghi - Mention spéciale             | Federico Ielapi                          |
| 2020                | Syndicat national des journalistes cinématographiques italiens | Ruban d'argent du meilleur réalisateur                | Matteo Garrone                           |
| 2020                | Syndicat national des journalistes cinématographiques italiens | Ruban d'argent du meilleur acteur dans un second rôle | Roberto Benigni                          |
| 2020                | Syndicat national des journalistes cinématographiques italiens | Ruban d'argent du meilleur décorateur                 | Dimitri Capuani                          |
| 2020                | Syndicat national des journalistes cinématographiques italiens | Ruban d'argent du meilleur costumier                  | Massimo Cantini Parrini (pour Favolacce) |
| 2020                | Syndicat national des journalistes cinématographiques italiens | Ruban d'argent du meilleur montage                    | Marco Spoletini                          |
| 2020                | Syndicat national des journalistes cinématographiques italiens | Ruban d'argent du meilleur son                        | Maricetta Lombardo                       |

### Nominations
| Année | Festivals de cinéma                                            | Catégorie                             | Nommé(es)                                                                            |
| ----- | -------------------------------------------------------------- | ------------------------------------- | ------------------------------------------------------------------------------------ |
| 2020  | David di Donatello Awards                                      | Meilleur film                         | Matteo Garrone                                                                       |
| 2020  | David di Donatello Awards                                      | Meilleur réalisateur                  | Matteo Garrone                                                                       |
| 2020  | David di Donatello Awards                                      | Meilleur scénario adapté              | Matteo Garrone et Massimo Ceccherini                                                 |
| 2020  | David di Donatello Awards                                      | Meilleur producteur                   | Archimede, Le Pacte et Rai Cinema                                                    |
| 2020  | David di Donatello Awards                                      | Meilleure actrice dans un second rôle | Alida Baldari Calabria                                                               |
| 2020  | David di Donatello Awards                                      | Meilleur acteur dans un second rôle   | Roberto Benigni                                                                      |
| 2020  | David di Donatello Awards                                      | Meilleur directeur de la photographie | Nicolai Brüel                                                                        |
| 2020  | David di Donatello Awards                                      | Meilleur musicien                     | Dario Marianelli                                                                     |
| 2020  | David di Donatello Awards                                      | Meilleur monteur                      | Marco Spoletini                                                                      |
| 2020  | David di Donatello Awards                                      | Meilleur son                          | Maricetta Lombardo, Luca Novelli, Daniela Bassani, Stefano Grosso et Gianni Pallotto |
| 2020  | Golden Globes (Italy)                                          | Meilleur réalisateur                  | Matteo Garrone                                                                       |
| 2020  | Golden Globes (Italy)                                          | Meilleure photographie                | Nicolai Brüel                                                                        |
| 2020  | Syndicat national des journalistes cinématographiques italiens | Meilleur film                         | Matteo Garrone                                                                       |
| 2020  | Syndicat national des journalistes cinématographiques italiens | Meilleur producteur                   | Matteo Garrone, Paolo Del Brocco, Archimede, Rai Cinema et Leone Film Group          |
| 2020  | Syndicat national des journalistes cinématographiques italiens | Meilleur compositeur                  | Dario Marianelli                                                                     |